# Jan-Eric Smedler
Jan Erik (Jan-Eric) Gunnar Smedler, född 8 januari 1919 i Fässbergs församling i Göteborgs och Bohus län, död 2 juni 1984 i Huddinge församling i Stockholms län, var en svensk militär.
Smedler avlade officersexamen vid Krigsskolan 1943 och utnämndes samma år till fänrik vid Älvsborgs regemente. År 1955 befordrades han till kapten i Generalstabskåren och han tjänstgjorde 1959–1961 vid Bohusläns regemente. Han befordrades 1961 till major i Generalstabskåren. År 1965 befordrades han till överstelöjtnant och tjänstgjorde vid Dalregementet 1965–1968. År 1968 befordrades han till överste och var chef för Hälsinge regemente 1968–1971. Han befordrades till överste av första graden 1971 och var sektionschef i Arméstaben 1971–1979.
Jan-Eric Smedler invaldes 1976 som ledamot av Kungliga Krigsvetenskapsakademien.